# الاحتجاجات المؤيدة لفلسطين في الجامعات في هولندا 2024
اندلعت احتجاجات مؤيدة للفلسطينيين في جامعة أمستردام في 6 مايو 2024 وانتشرت بسرعة إلى جامعات أخرى في راندستاد وبقية هولندا. على الرغم من أن الاحتجاجات كانت قد بدأت في وقت مبكر من أكتوبر 2023، مع بداية الحرب الفلسطينية الإسرائيلية 2023، إلا أن الاحتجاجات اشتدت في مايو في ضوء هجوم رفح في 6 مايو والاحتجاجات المماثلة الأخيرة في الولايات المتحدة وأماكن أخرى.

## خلفية

### تصاعد الاحتجاجات
تصاعدت الاحتجاجات المؤيدة للفلسطينيين في الجامعات في أبريل 2024، وانتشرت في الولايات المتحدة ودول أخرى كجزء من المظاهرات على الحرب الإسرائيلية على قطاع غزة 2023. بدأ تصعيد الاحتجاجات بعد الاعتقالات الجماعية في جامعة كولومبيا، بقيادة الجماعات المناهضة للصهيونية، والتي طالب فيها المتظاهرون بسحب استثمارات الجامعات من إسرائيل بسبب الإبادة الجماعية للفلسطينيين. تم القبض على أكثر من 2950 متظاهرًا في الولايات المتحدة،  بما في ذلك أعضاء هيئة التدريس والأساتذة،  في أكثر من 60 حرمًا جامعيًا. في 7 مايو انتشرت الاحتجاجات في جميع أنحاء أوروبا مع اعتقالات جماعية في هولندا. وبحلول منتصف مايو تم أيضًا إنشاء 20 معسكرًا في المملكة المتحدة، وفي جامعات في أستراليا وكندا. وقد أشار بعض المتظاهرين إلى الحركة باسم "الانتفاضة الطلابية".

### قائمة الاحتجاجات
تم إنشاء عشرين معسكرًا في المملكة المتحدة؛ عبر الجامعات في أستراليا، بدءًا من جامعة سيدني؛ وفي كندا، بما في ذلك معسكر في جامعة مكغيل. في السابع من مايو، انتشرت الاحتجاجات أكثر في الجامعات الأوروبية بعد الاعتقالات الجماعية في جامعة أمستردام، تضمنت احتلال مباني الحرم الجامعي في جامعة لايبتزغ بألمانيا، وجامعة الدراسات السياسية بفرنسا، وجامعة خنت في بلجيكا. اعتبارًا من الثامن من مايو، جرت احتجاجات في أكثر من 25 دولة. في الثالث عشر من مايو شارك حوالي ألف طالب وموظف جامعي هولندي في إضراب وطني.

## الجدول الزمني

### احتجاجات مبكرة
نظّم الطلاب في جامعة رادبود نايميخن احتجاجًا مبكرًا في 18 أكتوبر، مطالبين الجامعة بقطع جميع علاقاتها مع المعاهد الإسرائيلية. وعُقدت دورة تعليمية في جامعة لايدن في 9 نوفمبر 2023. كما احتج الطلاب المتظاهرون في جامعة دلفت للتكنولوجيا في 29 نوفمبر 2023، مطالبين الجامعة بقطع جميع علاقاتها مع المنظمات الإسرائيلية. وتلت ذلك مظاهرات أخرى في جامعة أترخت في ديسمبر 2023 ويناير 2024. وشهدت جامعات أخرى في هولندا مثل الجامعة الحرة بأمستردام،  وجامعة ماسترخت،  وجامعة إراسموس روتردام،  وجامعة تيلبورغ،  وجامعة خرونينغن احتجاجات مماثلة. وقد تم اعتقال 17 شخصًا خلال أربعة أيام من الاحتجاجات في كلية جامعة أمستردام. ومع ذلك، لوحظ أن معظم الاحتجاجات في الحرم الجامعي في هولندا كانت سلمية ودون تدخل الشرطة.

### التصعيد

#### جامعة أمستردام

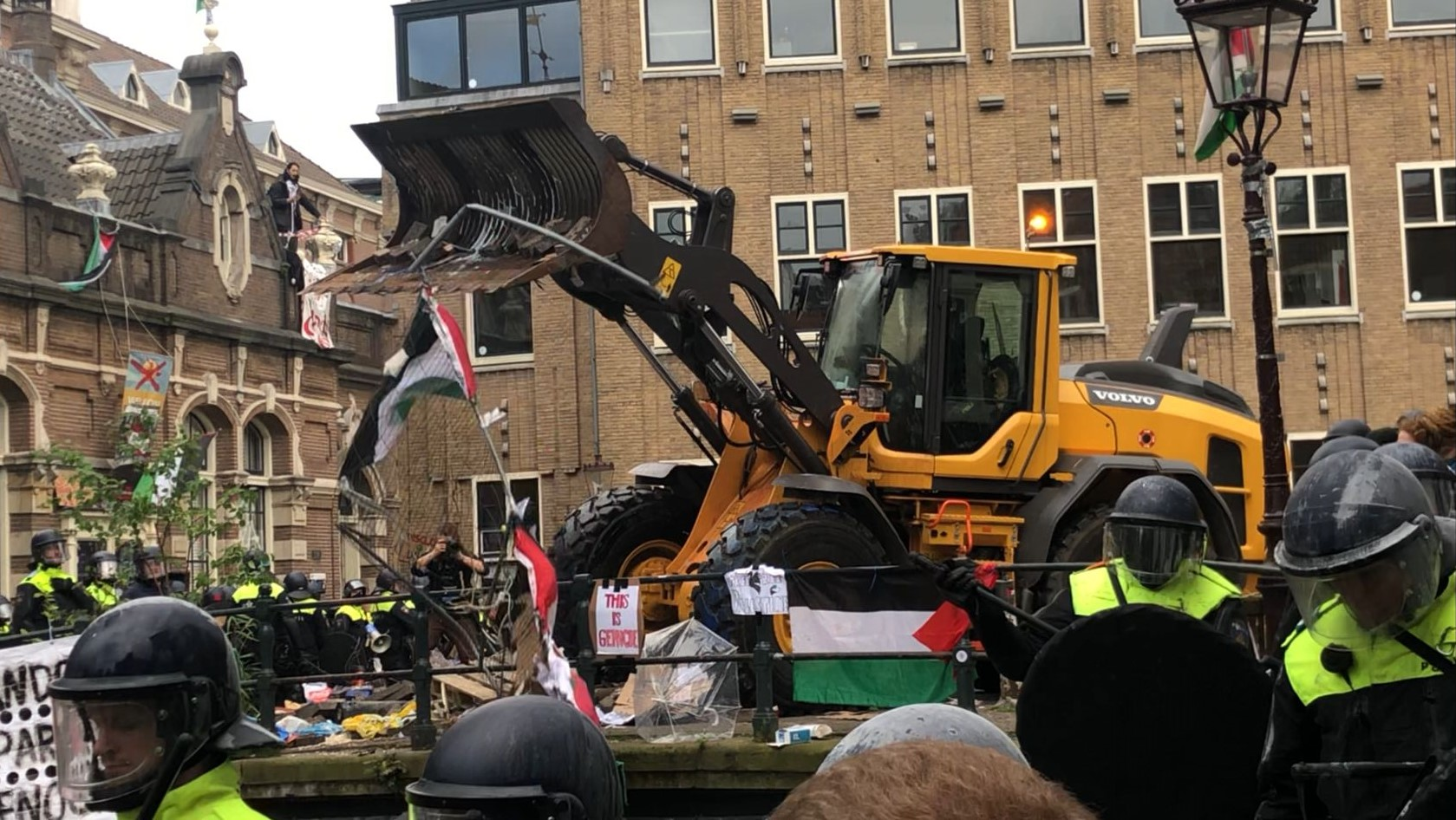
جرافة تهدم حاجزًا في جامعة أمستردام في 7 مايو

في 6 مايو بدأ مئات الطلاب مخيمًا تضامنيًا في جامعة أمستردام. وفي اليوم التالي أخلت الشرطة المخيم واعتقلت 169 شخصًا. وردًا على ذلك احتج أكثر من ألف شخص في مظاهرة مؤيدة لفلسطين في أمستردام. وفي 8 مايو ظهرت احتجاجات جديدة في أمستردام، بدأت من مباني الجامعة وما حولها ثم انتقلت لاحقًا إلى منطقة روكين. وتم القبض على 36 شخصًا بنهاية اليوم. وفي اليوم التالي، نُظم احتجاج آخر بدأ مرة أخرى في حرم جامعة روترسايلاند التابع لجامعة أمستردام، وخرج آلاف المتظاهرين في مسيرة عبر المدينة. واعتقلت الشرطة ثلاثة متظاهرين، وقررت جامعة أمستردام إغلاق مباني الحرم الجامعي المختلفة لبقية الأسبوع.
في 13 مايو بعد إضراب وطني احتل الطلاب مباني الحرم الجامعي في جامعة أمستردام. قامت شرطة مكافحة الشغب بعد ذلك بإنهاء الاحتجاجات في أمستردام بعد "طرد المئات" من الأشخاص، وأغلقت الجامعة لمدة يومين بعد تجدد الاحتلال في الحرم الجامعي. استمرت احتجاجات أمستردام في أوستربارك. قدمت جامعة أمستردام ضد العديد من المتظاهرين. تم القبض على أحد المتظاهرين. ولا يزال التحقيق الجنائي مستمرًا لتحديد ما إذا كان سيتم إجراء المزيد من الاعتقالات.

#### جامعة رادبود نايميخن

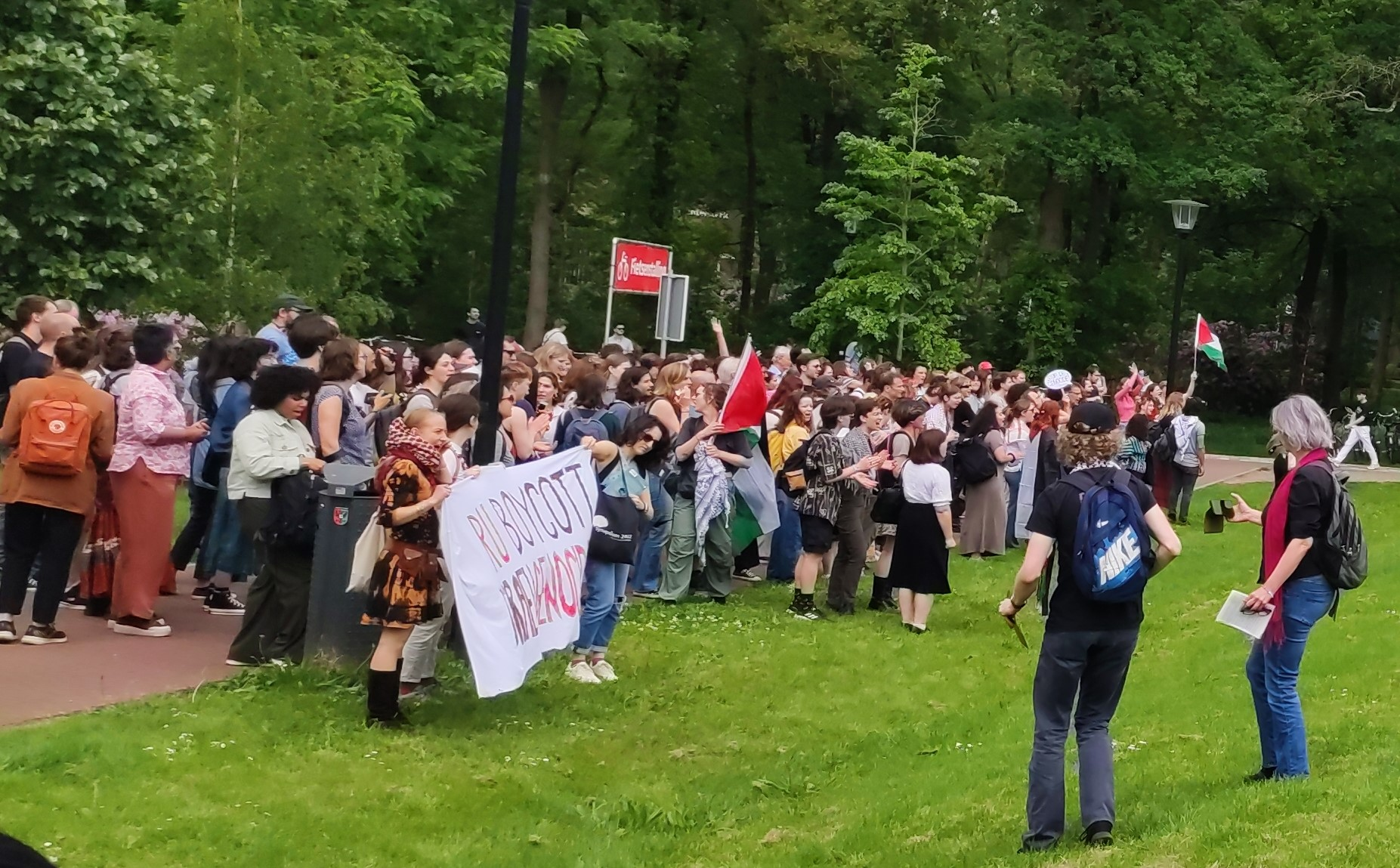
متظاهرون في جامعة رادبود نايميخن في 14 مايو

بدأت الاحتجاجات في جامعة رادبود نايميخن في 12 مايو، وفي اليوم التالي أقام الطلاب وأعضاء هيئة التدريس خيمة واحتلوا المبنى مؤقتًا في 16 مايو. وكان مخيم الخيام لا يزال قائمًا بحلول 20 مايو، عندما أنشئ مخيم ثان بالقرب من مبنى مختلف.

#### احتجاجات في جامعات أخرى
شهدت الجامعات الهولندية في السابع من مايو موجة من الاحتجاجات الطلابية التي طالت جامعة أترخت وجامعة دلفت للتكنولوجيا. وقد حاول المحتجون في جامعة أترخت إقامة مخيم داخل المكتبة الأكاديمية، إلا أن الشرطة فضّت التجمهر وألقت القبض على 50 شخصًا ليلًا بين السابع والثامن من مايو.
وفي الثامن من مايو أقام المحتجون مخيمًا جديدًا في جامعة أترخت، لكن سرعان ما تم تفكيكه في صباح اليوم التالي،  مع اعتقال ثلاثة متظاهرين خارج المبنى الذي تم إخلاؤه.  وقد قررت الجامعة إغلاق مبانيها حتى الثاني عشر من مايو. وشهد اليوم التالي تنظيم احتجاجات أصغر حجمًا حول مباني الجامعة.
في الثالث عشر من مايو، شارك ما يقارب الألف طالب وموظف في مسيرة وطنية حاشدة. كما شهدت جامعتا أمستردام وجروننجن احتلال بعض المباني الجامعية. ولم تقتصر الاحتجاجات على ذلك، بل امتدت لتشمل حرم جامعة رادبود نيميغن، وجامعة ماسترخت، وجامعة آيندهوفن للتكنولوجيا، وجامعة دلفت للتكنولوجيا، وجامعة أترخت، وجامعة لايدن في كل من لايدن ولاهاي، وجامعة إراسموس روتردام، وجامعة فاخينينجن، إضافة إلى جامعات أخرى. وقد تنوعت أشكال الاحتجاجات، وشملت إقامة مخيمات وإطلاق الشعارات. وفي خطوة رمزية قام طلاب كلية الآداب والعلوم الاجتماعية بجامعة ماسترخت بتغيير اسم إحدى ساحات الكلية إلى "حديقة رفح".
في الرابع عشر من مايو، شهدت  جامعة الدراسات الإنسانية تنظيم احتجاج طلابي. وفي جامعة آيندهوفن للتكنولوجيا، قام الطلاب بإحداث جلبة أثناء مناظرة الابتكار الأوروبية التي جمعت المرشحين الهولنديين لانتخابات البرلمان الأوروبي لعام 2024. ورغم عدم اندلاع احتجاجات طلابية جديدة في أرجاء الجامعات، إلا أن العديد من المخيمات التي أقيمت في اليوم السابق ظلت قائمة، لا سيما في جروننجن وماستريخت وجامعة رادبود.
وفي الخامس عشر من مايو، احتلت مجموعة من المتظاهرين المؤيدين للقضية الفلسطينية أحد مباني جامعة أترخت، الأمر الذي دفع بالجامعة إلى إغلاق العديد من المباني الأخرى كإجراء احترازي. وقد أخلت الشرطة المبنى من المحتجين في وقت متأخر من الليل واعتقلت 42 شخصًا. وفي اليوم نفسه، أعلن ستة طلاب ناشطين من جامعة ماسترخت دخولهم في إضراب عن الطعام إلى حين الاستجابة لمطالبهم،  وذلك بعد ثلاثة أيام من الاحتجاج داخل حرم الجامعة. وفي سياق متصل، نظم طلاب جامعة تفينتي مظاهرة مؤيدة للفلسطينيين في محطة قطار إنشيده.
ومع الإعلان عن تنظيم احتجاجات جديدة في السادس عشر من مايو، قررت جامعة إراسموس روتردام إغلاق أبوابها في ذلك اليوم. وقد تم نقل الاحتجاج إلى محطة روتردام المركزية. أما في جامعة لايدن في لاهاي، فقد احتلت مجموعة من الطلاب أحد طوابق أحد المباني لبضع ساعات. وفي جامعة تيلبورغ، نظم بضع مئات من الطلاب مسيرة احتجاجية سلمية داخل حرم الجامعة.
في السابع عشر من مايو، نظّم طلاب جامعة لايدن اعتصامًا أمام مبنى الأكاديمية، وأقاموا خيمة احتجاجية. أُغلق مبنيان في الجامعة كإجراء احترازي. وفي الجامعة الحرة بأمستردام، نظّم الطلاب والموظفون اعتصامًا في ساحة الحرم الجامعي. كما شهدت جامعة فاخينينجن اعتصامًا، ونظمت جامعة الدراسات الإنسانية احتجاجًا آخر.
خلال عطلة عيد العنصرة، شهدت بعض الجامعات استمرارًا للاحتجاجات. ففي جامعات جرونينجن، وفاجينينجن،  وماستريخت، ورادبود، ظلت الخيام قائمة حتى الثاني والعشرين من مايو.
في 21 مايو نظم طلاب جامعة جرونينجن احتجاجًا مؤيدًا للفلسطينيين خلال احتفال الجامعة. وفي نفس اليوم انتهى الإنذار النهائي الذي أصدره طلاب وأعضاء هيئة التدريس في جامعة تيلبورغ. فإذا لم تستجب الجامعة لمطالب المتظاهرين، فسيقومون بنصب خيمة في اليوم التالي. وأصدرت مجموعات طلابية ناشطة، بالإضافة إلى بعض مجموعات التضامن الفلسطينية الأخرى، رسالة مفتوحة مشتركة أعلنت فيها تضامنها مع بعضها البعض، وتشكيل "ائتلاف وطني" يرفض أي نوع من التسوية مع الجامعات.
شهدت جامعة ماسترخت في الثاني والعشرين من مايو احتلالًا لمبنى كلية الآداب والعلوم الاجتماعية من قبل الطلاب. ووجهت الجامعة شكاوى ضد النشطاء الذين شوهوا مبانيها بالكتابة على الجدران خلال عطلة نهاية الأسبوع. وفي ساعات المساء غادر النشطاء مخيمهم بعد تهديدات بالاعتقال الجماعي. وفي نفس اليوم تعرض مؤتمر أكاديمي في جامعة فاخينينجن للاضطراب المتكرر من قبل متظاهرين مؤيدين للفلسطينيين. وبعد انقضاء إنذار نهائي في اليوم السابق، أُقيم مخيم في جامعة تيلبورغ.
في 23 مايو نظم طلاب جامعة إراسموس روتردام احتجاجًا صغيرًا. وفي نفس اليوم، أُقيم مخيم على سطح المكتبة الأكاديمية لجامعة دلفت للتكنولوجيا، وطالب المتظاهرون بالمغادرة فقط بعد تلبية مطالبهم. وفي وقت متأخر من الليل أوقف المضربون عن الطعام الباقون في جامعة ماسترخت إضرابهم ويرجع ذلك جزئيًا إلى مشاكل صحية.
شهدت جامعة تيلبورغ في الرابع والعشرين من مايو مسيرة احتجاجية شارك فيها طلاب وموظفون.
في السابع والعشرين من مايو، نشر 78 من أعضاء هيئة التدريس في جامعة تيلبورغ رسالة مفتوحة إلى عمداء ومجلس إدارة الجامعة، طالبوا فيها بمقاطعة أكاديمية للجامعات والشركات الإسرائيلية المتواطئة في الفصل العنصري والاحتلال واضطهاد الشعب الفلسطيني وانتهاك القانون الدولي. وفي ليلة السابع والعشرين والثامن والعشرين من مايو، تم رسم شعارات مؤيدة للفلسطينيين على العديد من مباني جامعة ماسترخت.
شهدت جامعة تيلبورغ في الثامن والعشرين من مايو إقامة مراسم حداد. وفي الثلاثين من مايو، أقام طلاب جامعة إراسموس روتردام مخيمًا.

## الاستجابات

### الرد السياسي
أدانَ رئيس الوزراء الهولندي مارك روته الاحتجاجات، واصفًا إياها بـ "غيرِ المقبولة"،  وانضمّ إليه في ذلك العديدُ من السياسيينَ البارزين،. ومن بينهم مارييل بول، وزيرةُ التعليمِ الابتدائيّ والثانويّ، التي شكّكت في كونِ بعضِ المتظاهرينَ طلابًا بالفعل.
وفي أعقابِ تدخلِ الشرطةِ لفضّ الاحتجاجِ الأولِ في 6 مايو، دعت حكومة أمستردام إلى "مناقشةٍ طارئة" في 10 مايو، لبحثِ تداعياتِ الأحداث. ورغمَ الانتقاداتِ التي وُجّهت إليها، دافعت عمدةُ المدينة فمكا هالسما عن قرارِها السماحَ للشرطةِ بالتدخلِ، مُعتبرةً أنّ ذلك كان ضروريًا للحفاظِ على الأمنِ والنظام.  وتظاهر حوالي 250 متظاهرًا خلال الاجتماع.
شهدَت المظاهرة المؤيدة لفلسطين التي نظمت في أمستردام في 11 مايو مشاركةً حاشدةً تجاوزت 10 ألف شخص،  ندّدَ العديدُ منهم بإجراءاتِ الشرطةِ، وطالبَ بعضهم باستقالةِ العمدةِ هالسيما.
وفي المقابل، أعلنَ اتحاد الطلابِ الهولنديينَ تضامنَه مع الحركةِ الطلابية، وانتقدَ تعاملَ الشرطةِ مع المتظاهرين، مُطالبًا بتعزيزِ الديمقراطيةِ الطلابيةِ وضمانِ تمثيلِ الطلابِ في الجامعات، الأمر الذي اعتبروه مشكلة أساسية وسببًا للاحتجاجات. نشر اتحاد الطلاب الهولنديين أيضًا بيانًا مشتركًا مع اتحاد طلاب أمستردام يدين على وجه التحديد تدخل الشرطة خلال الاحتجاجات في أمستردام.
انتقدت منظمة العفو الدولية تدخلَ الشرطةِ خلالَ الاحتجاجاتِ الأولى في جامعةِ أمستردام، وأشارت إلى أنّ الشرطةَ لم تُحسِنْ التعاملَ مع المتظاهرين، ولم تُفرّق بشكلٍ كافٍ بينَ المتظاهرينَ السلميينَ والمُخّربين. وانتقدت أيضًا المواقف تجاه الاحتجاجات في المناخ السياسي الحالي،  وأقام الفرع الطلابي لمنظمة العفو الدولية في أوتريخت حدثًا تضامنيًا في 10 مايو.
كما أثارَ نقل الشرطة لبعض المتظاهرين في جامعة أوتريخت إلى مواقع مختلفة، بناًء على طلب النيابة العامة، انتقادات واسعة، حيث اعتبر خبراء في القانون الجنائي أنّ هذا الإجراءَ غير قانونيّ.

### ردود الجامعات
على الرغم من أن العديد من الجامعات نشرت قوائم ولمحات عامة عن تعاونها مع المنظمات الإسرائيلية، إلا أنها رفضت قطع علاقاتها معها. وكان السبب الرئيس وراء عدم قطع العلاقات هو مفهوم الحرية الأكاديمية السائد في العديد من المؤسسات الجامعية. وعلى الرغم من عدم رغبة هذه الجامعات في قطع علاقاتها، فقد تعهدت بعضها بإنشاء لجان أخلاقية محددة، على غرار اللجان القائمة التي تركز على البحوث البشرية التجريبية والطبية. وقد تم وصف هذه الخطوة بأنها تحرك سياسي من قبل الجامعات. وفي المقابل رفض الناشطون هذه الجهود في رسالة مفتوحة نشروها على وسائل التواصل الاجتماعي.

#### الجدول الزمني
في اليوم الأول من الاحتجاجات، الموافق للسادس من مايو، استجابت جامعة أمستردام لمطلب المحتجين بتقديم قائمة بالمنظمات الإسرائيلية التي تتعاون معها، إلا أنها رفضت مطلبهم الثاني بمقاطعة تلك المنظمات. وفي العاشر من مايو، دعا مجلس الطلاب المركزي بالجامعة إدارة الجامعة إلى الاستقالة، وذلك على خلفية السماح للشرطة بالتدخل في الاحتجاج الأول. وعلى الرغم من المفاوضات التي جرت في الأسبوع السابق، إلا أن إدارة الجامعة أعلنت في الأسبوع الثاني من الاحتجاجات أنها لن تعقد أي حوار مع النشطاء. وكانت الجامعات الأخرى لا تزال على استعداد للتفاوض مع المتظاهرين.
وعلى صعيد متصل، سارعت جامعة إراسموس روتردام في الثامن من مايو، على غرار جامعة أمستردام، بنشر قائمة مماثلة بالمنظمات الإسرائيلية التي تربطها بها علاقات، معلنةً عن نيتها تقييم تلك العلاقات. وجاء ذلك في سياق استباقي، حيث لم تشهد الجامعة أي احتجاجات طلابية حتى ذلك الوقت.
في العاشر من مايو، أصدرت جامعة جرونينجن بيانًا توضيحيًا حول علاقاتها مع المنظمات الإسرائيلية، دون أن تذكر أسماء تلك المؤسسات.
وفي خطوة لافتة، أعلنت الأكاديمية الملكية للفنون في لاهاي في الحادي عشر من مايو عن عزمها إنهاء برنامج التبادل الطلابي مع أكاديمية بتسلئيل الإسرائيلية للفنون والتصميم. وجاء هذا القرار استجابةً للاحتجاجات الطلابية العارمة، مما جعل الأكاديمية أول مؤسسة تعليمية هولندية تلغي اتفاقية مع منظمة إسرائيلية.
في الثالث عشر من مايو، بادرت جامعة أيندهوفن للتكنولوجيا، ردًا على رسالة مفتوحة، بإبداء المزيد من الشفافية من خلال الكشف عن المنظمات الإسرائيلية التي تتعاون معها، مشيرة إلى أن "الشراكة المؤسسية" الوحيدة بينها وبين منظمة إسرائيلية تتمثل في تعاونها مع التخنيون - معهد إسرائيل للتكنولوجيا - عبر تحالف الجامعات الأوروبية للتكنولوجيا. ومع ذلك، امتنعت الجامعة عن اتخاذ موقف محدد من الصراع الإسرائيلي الفلسطيني.
وفي اليوم التالي، أعلنت أكاديمية التصميم في أيندهوفن تجميد علاقاتها مع مدرستين للتصميم في إسرائيل،  في حين أعلنت جامعة روتردام للعلوم التطبيقية قطع علاقاتها مع أكاديمية بتسلئيل للفنون والتصميم.
أما جامعة أترخت، فقد أصدرت في الخامس عشر من مايو بيانًا معدّلًا لبيان سابق صادر في الثالث والعشرين من أكتوبر 2023، وذلك استجابة للاحتجاجات الطلابية. ورغم أن الجامعة لم تقرر قطع علاقاتها مع المنظمات الإسرائيلية بشكل كامل، إلا أنها أعلنت عزمها نشر قائمة بتلك المنظمات وإجراء "تقييم نقدي" لتلك العلاقات. كما تعهّد اتحاد الجامعة بتجميد العلاقات مع المنظمات الإسرائيلية التي يثبت "مساهمتها في (استمرار) دائرة العنف". وعبّرت الجامعة عن "قلقها العميق إزاء تدمير البنية التحتية الأكاديمية في غزة". وقد تم نشر القائمة بعد يومين.
وفي السياق ذاته، نشر ريان ليتشرت من جامعة ماستريخت بيانًا نيابة عن المجلس التنفيذي، أكّد فيه على حق الطلاب والموظفين في الاحتجاج.
في السابع عشر من مايو، نشرت جامعة ليدن بيانًا يوضح تعاونها مع المنظمات الإسرائيلية، وأعلنت عن تجميد برامج التبادل مع الجامعة العبرية في القدس وجامعة تل أبيب إلى حين إجراء تقييم شامل. كما نشرت جامعة الدراسات الإنسانية قائمة بالتعاون القائم مع المنظمات الإسرائيلية. أما الجامعة الحرة في أمستردام، فأشارت في رسالة مفتوحة إلى موقع شركة كورديس للاطلاع على نظرة عامة حول تعاونها مع المؤسسات الإسرائيلية، معلنة عن وضع إطار للتعاون الدولي يشمل التعاون القائم والمستقبلي، على غرار ما فعلته جامعة لوفان الكاثوليكية وجامعات أخرى.
في 22 مايو دعت جامعة دلفت للتكنولوجيا إلى وقف إطلاق النار، دون أن تنشر قائمة بتعاونها مع المنظمات الإسرائيلية أو تعلن عن رغبتها في قطعه.
في 28 مايو قدمت جامعة وأبحاث فاجينينجن شكاوى ضد الشعارات المستخدمة خلال الاحتجاجات والتي شبهت إسرائيل بألمانيا النازية. كما قدمت جامعة ماستريخت شكاوى في اليوم نفسه بشأن أعمال تخريب.

### الصحفيين
أثارَت احتجاجاتُ الطلابِ في هولندا مخاوفَ حولَ حريةِ الصحافةِ وسلامةِ الصحفيين، وسطَ تبايُنٍ في الرأيِ العامِ حولَ أساليبِ المتظاهرينَ ومطالبهم. فقد أعربت جمعيةُ الصحفيينَ الهولندية، في أكثرَ من مناسبة، عن قلقها إزاءَ ما وصفتهُ بـ "انتهاكاتٍ" لحريةِ الصحافةِ، مُشيرةً إلى منعِ الصحفيينَ مرارًا من تغطيةِ بعضِ التظاهراتِ، بحجةِ حمايةِ هوياتِ المتظاهرينَ وسلامتهم.
ووفقًا لإحصاءاتِ منظمةِ "بيرس فيليغ" المعنيةِ بسلامةِ الصحفيينَ في هولندا، فقد تمّ تسجيلُ 21 بلاغًا من قِبَلِ صحفيينَ تعرضوا لمضايقاتٍ خلالَ الفترةِ من 6 إلى 15 مايو، كان 19 منها ضدّ متظاهرينَ، و2 ضدّ سلوكِ الشرطة.

### عامة الناس
على صعيدِ الرأيِ العام، أظهرَت نتائجُ استطلاعٍ للرأيِ أنّ 83% من عينةِ الدراسةِ التي بلغت 16,036 شخصًا، لم يُؤيدوا أساليبَ المتظاهرين، فيما أيّدَ 75% تدخلَ الشرطةِ لفضّ الاحتجاجات. ولاحظَ الاستطلاعُ وجودَ تفاوتٍ في وجهاتِ النظرِ بينَ الفئاتِ العمريةِ المختلفة، حيثُ أبدى الطلابُ (الذين شكّلوا 560 من عينةِ الدراسة) تأييدًا أكبرَ لأهدافِ المتظاهرينَ ومطالبهم، مقارنةً بباقي الفئاتِ العمرية، حيثُ أيّدَ 63% منهم مطالبَ المتظاهرين، و43% منهم الطريقةَ التي جرت بها الاحتجاجات.
أظهرَ استطلاعٌ آخرٌ أجرتهُ شركة إبسوس، شاركَ فيه 2102 شخصًا، أنّ 21% فقط من المستطلعةِ آراؤهم أيّدوا الاحتجاجات، فيما أيّدَ 65% منهم تدخلاتِ الشرطة. وكشفَ الاستطلاعُ عن وجودِ انقسامٍ حادٍّ في الرأيِ العامِ حولَ الاحتجاجات، على أسسٍ سياسيةٍ وعمريةٍ وعرقية، حيثُ أظهرتَ النتائجُ أنّ الناخبينَ اليمينيينَ وكبارَ السنِ يرفضونَ الاحتجاجاتِ بشكلٍ شبهِ جماعيّ، فيما انقسمَ الناخبونَ اليساريونَ والشبابُ حولَ هذهِ القضية، حيثُ أيّدَ 40% من الشبابِ الذين تتراوحُ أعمارهم بين 18 و24 عامًا الاحتجاجات، مقابلَ 27% عارضُوها.
كما كشفَ الاستطلاعُ عن وجودِ تبايُنٍ في وجهاتِ النظرِ بينَ مختلفِ الأحزابِ السياسية، حيثُ مالَ ناخبو أحزابِ "دينك"، و"غرون لينكز-بي في دي إيه"، وحزب من أجل الحيوانات إلى دعمِ الاحتجاجات، فيما لم يفعل ذلك ناخبو الأحزابِ اليساريةِ الأخرى.
وعلى الصعيدِ العرقيّ، أيّدَ ما يقربُ من نصفِ غيرِ الغربيينَ الاحتجاجات، فيما انخفضت نسبةُ التأييدِ بينَ الهولنديينَ عرقيًا إلى 17% فقط.

### التأثير على سياسات الاحتجاجات
أثار إعلانُ جامعةِ هولندا عن عزمها وضعَ بروتوكولٍ جديدٍ لتنظيمِ التظاهراتِ في الجامعاتِ جدلًا واسعًا في الأوساطِ الأكاديميةِ والنقابيةِ. ففي مقابلةٍ له ضمن برنامجٍ سياسي هولنديّ، كشفَ جوك دي فريس، الرئيسُ المؤقتُ لجامعةِ هولندا، عن أنّ الجامعةَ تعكفُ حاليًا على صياغةِ بروتوكولٍ جديدٍ لتنظيمِ الاحتجاجاتِ الطلابيةِ،  وذلك بالتشاورِ مع جهاتٍ مختلفةٍ، بما في ذلك اتحادُ الطلابِ الهولنديين. وصرّح دي فريس بأنّ من بين الإجراءاتِ المطروحةِ ضمن البروتوكولِ الجديدِ منعُ المبيتِ في المباني الجامعيةِ، وإلزامُ المتظاهرينَ الذين تُجرى معهم المفاوضاتُ بالكشفِ عن هويّاتهم. وقد لاقى هذا التوجّهُ دعمًا من روبرت ديكغراف، وزيرِ التربيةِ والثقافةِ والعلومِ في هولندا، والأستاذِ الدائمِ في جامعة أمستردام،  الذي اعتبرَ أنّ إغلاقَ المباني الجامعيةِ يُعدّ "ملاذًا أخيرًا" لا ينبغي اللجوءُ إليه إلا عندَ الضرورةِ القصوى، كتعطّل العمليةِ التعليميةِ بشكلٍ كامل. كان اتحاد الطلاب الهولنديين حاسمًا وطلب أن يكون جزءًا من المناقشات. أصدرت جامعة هولندا لاحقًا بروتوكولًا مشتركًا.
في المقابل، أبدى اتحادُ نقاباتِ العمالِ الهولندية، في رسالةٍ مفتوحة، تحفظّه على سياسةِ التظاهرِ الجديدةِ التي تنتهجها جامعةُ هولندا، واعتبرها "مخالفةً للقانون".
أكّدت مصادر صحفية أنّ "سيناريوهاتٍ طارئة" قد وُضعت وجُهّزت للسماحِ باستمرارِ العمليةِ التعليميةِ في الجامعاتِ في حالِ خروجِ الاحتجاجاتِ عن السيطرةِ مرّةً أخرى، وأنّ الجامعاتِ والحكومةَ والشرطةَ يعكفونَ على وضعِ خططٍ تضمنُ استمرارَ التعليمِ في الجامعاتِ، حتى في حالِ اللجوءِ إلى "الجامعاتِ المحصّنةِ" التي قد تُدارُ عبر الإنترنتِ أو في مبانيً مؤمّنةٍ بشكلٍ جيّد.

### أخرى
قدّمت منظمة "مركز المعلومات والتوثيق الإسرائيلي"، وهي جماعة ضغط مؤيدة لإسرائيل، طلبًا رسميًا إلى جامعة ليدن الهولندية، طالبت فيه بالكشف عن هويات الموظفين الذين تربطهم صلاتٌ أو اتصالاتٌ مع منظماتٍ هولنديةٍ تُعرف بدعمها للقضية الفلسطينية.

## الخسائر
الإصابات (14+)
على الرغم من أن أحزاب البلديات في حزب اليسار الأخضر، وحزب العمل، وحزب الديمقراطيون 66 في أمستردام طالبت بتوضيح عدد المتظاهرين والمارة المصابين، وعلى الرغم من التقارير الإعلامية المختلفة والإصابات، فليس من المعروف العدد الدقيق للمتظاهرين المصابين.  وقد شِمل عدد الإصابات متظاهرًا واحدًا على الأقل،  وضابط شرطة خلال الليل بين 6 و7 مايو،  ومتظاهرين اثنين وخمسة ضباط في 8 مايو. وقعت كل هذه الإصابات خلال الاحتجاجات في جامعة أمستردام.
علاوةً على ذلك في 20 مايو تدهورت بشكل ملحوظ صحة أحد المضربين عن الطعام في جامعة ماستريخت،  واضطر أربعة آخرون إلى التوقف لاحقًا أيضًا بسبب مشاكل جسدية.
المعتقلون (307+)
شمل عدد الاعتقالات في أمستردام 169 شخصًا في الليل بين 6 إلى 7 مايو،  و36 شخص في 8 مايو،  و3 أشخاص في 9 مايو،  وشخص واحد في 13 مايو، وشخص آخر في 17 مايو. كما تم اعتقال 50 شخصًا في أوترخت في 7 مايو، وثلاثة أشخاص في 8 مايو،  و42 شخص في 15 مايو. وقبض على شخصين في جامعة رادبود نايميخن يوم 27 مايو.
المحتجزون (3)
اتُّهم أحد المتظاهرين البريطانيين بارتكاب أعمال عنف علنية ضد الشرطة وحُكم عليه بالسجن لمدة شهرين، منها شهر واحد مع وقف التنفيذ. كما اتُّهم متظاهر إسباني بالعنف والتهديدات ضد الشرطة، وحُكم عليه أيضًا بالسجن لمدة شهر،  بالإضافة إلى دفع 350 يورو. واتُّهم متظاهر فلسطيني بتدمير ممتلكات ومقاومة الاعتقال، وحُكم عليه بالسجن لمدة شهرين، منها شهر واحد مع وقف التنفيذ. وبالإضافة إلى ذلك حُكم على متظاهر رابع بالسجن 60 ساعة في خدمة المجتمع، منها 30 ساعة مع وقف التنفيذ.
المتهمون (11)
وُجّهت التهم إلى عشرة أشخاص في الاحتجاج الأول،  وواحد في احتجاج لاحق.

## أنظر أيضا
- مظاهرات الجامعات الأمريكية المؤيدة لفلسطين
- قائمة الاحتجاجات المؤيدة للفلسطينيين في الجامعات 2024

## ملحوظات
1. ↑  يشمل هذا الرقم التقديري فقط الأضرار التي لحقت بممتلكات جامعة أمستردام خلال الأسبوع الأول من الاحتجاجات. ولا يشمل هذا الرقم الأضرار التي لحقت بممتلكات البلدية والشركات المجاورة والأفراد.[2] وقيل إن الأضرار التي لحقت بجامعة أوتريخت كانت "محدودة" من قبل الجامعة.